# Премія Асоціації кінокритиків Лос-Анджелеса найкращій акторці
Премія Асоціації кінокритиків Лос-Анджелеса найкращій акторці (англ. Los Angeles Film Critics Association Award for Best Actress) — це одна з щорічних нагород, яку щорічно призначає Асоціація кінокритиків Лос-Анджелеса.

## Переможці

### 1970-ті роки
| Церемонія   | Акторка         | Фільм                | Оригінальна назва   | Роль              |
| ----------- | --------------- | -------------------- | ------------------- | ----------------- |
| 1-ша (1975) | Флоринда Болкан | Коротка відпустка    | Una breve vacanza   | Клара             |
| 2-га (1976) | Лів Ульман      | Віч-на-віч           | Ansikte mot ansikte | Єні Ісаксон       |
| 3-тя (1977) | Шеллі Дювал     | Три жінки            | 3 Women             | Мілред Ляморо     |
| 4-та (1978) | Джейн Фонда     | Каліфорнійська сюїта | California Suite    | Ганна Ворен       |
| 4-та (1978) | Джейн Фонда     | Прибуває вершник     | Comes a Horseman    | Елла Конорс       |
| 4-та (1978) | Джейн Фонда     | Повернення додому    | Coming Home         | Саллі Гайд        |
| 5-та (1979) | Саллі Філд      | Норма Рей            | Norma Rae           | Норма Рей Вебстер |

### 1980-ті роки
| Церемонія    | Акторка         | Фільм                         | Оригінальна назва             | Роль                       |
| ------------ | --------------- | ----------------------------- | ----------------------------- | -------------------------- |
| 6-та (1980)  | Сісі Спачек     | Дочка шахтаря                 | Coal Miner's Daughter         | Лорета Лин                 |
| 7-ма (1981)  | Меріл Стріп     | Жінка французького лейтенанта | The French Lieutenant's Woman | Сара Вудраф                |
| 8-ма (1982)  | Меріл Стріп     | Вибір Софії                   | Sophie's Choice               | Софія Завістовська         |
| 9-та (1983)  | Ширлі Маклейн   | Мова ніжності                 | Terms of Endearment           | Аврора Грінвей             |
| 10-та (1984) | Кетлін Тернер   | Злочини пристрасті            | Crimes of Passion             | Джоанна Крейн / Чайна Блю  |
| 10-та (1984) | Кетлін Тернер   | Роман з каменем               | Romancing the Stone           | Джоанна Вайлдер            |
| 11-та (1985) | Меріл Стріп     | З Африки                      | Out of Africa                 | Карен Бліксен              |
| 12-та (1986) | Сандрін Боннер  | Без даху, поза законом        | Sans toit ni loi              | Мона Бергерон              |
| 13-та (1987) | Голлі Гантер    | Теленовини                    | Broadcast News                | Джейн Крейг                |
| 13-та (1987) | Саллі Керкленд  | Анна                          | Anna                          | Анна                       |
| 14-та (1988) | Крістін Латі    | Біг на місці                  | Running on Empty              | Анні Поуп / Синтія Менфілд |
| 15-та (1989) | Енді Макдавелл  | Секс, брехня і відео          | Sex, Lies, and Videotape      | Ен Бішоп Мулані            |
| 15-та (1989) | Мішель Пфайффер | Знамениті брати Бейкери       | The Fabulous Baker Boys       | Сузі Діамант               |

### 1990-ті роки
| Церемонія    | Акторка             | Фільм               | Оригінальна назва           | Роль                          |
| ------------ | ------------------- | ------------------- | --------------------------- | ----------------------------- |
| 16-та (1990) | Анжеліка Г'юстон    | Кидали та Відьми    | The Grifters та The Witches | Лілі Дайлон та Головна Відьма |
| 17-та (1991) | Мерседес Рюль       | Король-рибалка      | The Fisher King             | Енн                           |
| 18-та (1992) | Емма Томпсон        | Маєток Говардс Енд  | Howards End                 | Маргарет Шлеґель              |
| 19-та (1993) | Голлі Гантер        | Фортепіано          | The Piano                   | Ада Мак-Грат                  |
| 20-та (1994) | Джессіка Ленг       | Синє небо           | Blue Sky                    | Карлі Маршал                  |
| 21-ша (1995) | Елізабет Шу         | Покидаючи Лас-Вегас | Leaving Las Vegas           | Сера                          |
| 22-га (1996) | Бренда Блетин       | Таємниці і брехня   | Secrets & Lies              | Сінтія Роуз Перлі             |
| 23-тя (1997) | Гелена Бонем Картер | Крила голубки       | The Wings of the Dove       | Кейт Крой                     |
| 24-та (1998) | Фернанда Монтенегру | Центральний вокзал  | Central Station             | Дора                          |
| 24-та (1998) | Еллі Шіді           | Високе мистецтво    | High art                    | Люсі                          |
| 25-та (1999) | Гіларі Свенк        | Хлопці не плачуть   | Boys Don't Cry              | Брендон Тіна                  |

### 2000-ні роки
| Церемонія    | Акторка        | Фільм                    | Оригінальна назва | Роль          |
| ------------ | -------------- | ------------------------ | ----------------- | ------------- |
| 26-та (2000) | Джулія Робертс | Ерін Брокович            | Erin Brockovich   | Ерін Брокович |
| 27-ма (2001) | Сісі Спачек    | У спальні                | In the Bedroom    | Рут Фавлер    |
| 28-ма (2002) | Джуліанн Мур   | Далеко від раю           | Far from Heaven   | Кеті Вітакер  |
| 28-ма (2002) | Джуліанн Мур   | Години                   | The Hours         | Лора Браун    |
| 29-та (2003) | Наомі Воттс    | 21 грам                  | 21 Grams          | Крістіна Пек  |
| 30-та (2004) | Імелда Стонтон | Віра Дрейк               | Vera Drake        | Vera Drake    |
| 31-ша (2005) | Віра Фарміґа   | До останньої межі        | Down to the Bone  | Ірен          |
| 32-га (2006) | Гелен Міррен   | Королева                 | The Queen         | Єлизавета II  |
| 33-тя (2007) | Маріон Котіяр  | Життя у рожевому кольорі | La Vie en rose    | Едіт Піаф     |
| 34-та (2008) | Саллі Гокінс   | Безтурботна              | Happy-Go-Lucky    | Полін         |
| 35-та (2009) | Йоланда Моро   | Серафина з Санліса       | Séraphine         | Серафина Луї  |

### 2010-ті роки
| Церемонія    | Акторка            | Фільм               | Оригінальна назва          | Роль                   |
| ------------ | ------------------ | ------------------- | -------------------------- | ---------------------- |
| 36-та (2010) | Kim Hye-ja         | Мати                | 마더                       | мати                   |
| 37-ма (2011) | Юн Чжон Хі         | Поезія              | 시                         | 양미자 역р             |
| 38-ма (2012) | Дженніфер Лоренс   | Мій хлопець - псих! | Silver Linings Playbook    | Тіффані Максвел        |
| 38-ма (2012) | Еммануель Ріва     | Кохання             | Amour                      | Енн                    |
| 39-та (2013) | Кейт Бланшет       | Жасмин              | Blue Jasmine               | колишня салонна левиця |
| 39-та (2013) | Адель Екзаркопулос | Життя Адель         | Blue Is the Warmest Colour | Адель                  |
| 40-ва (2014) | Патриція Аркет     | Юність              | Boyhood                    | Олівія Еванс           |
| 41-ша (2015) | Шарлотта Ремплінг  | 45 років            | 45 Years                   | Кейт Мерсер            |
| 42-га (2016) | Ізабель Юппер      | Вона                | Elle                       | Мішель                 |
| 42-га (2016) | Ізабель Юппер      | Майбутнє            | L'Avenir                   | Наталі                 |
| 43-тя (2017) | Саллі Гокінс       | Форма води          | The Shape of Water         | Еліза Еспосіто         |
| 44-та (2018) | Олівія Колман      | Фаворитка           | The Favourite              | королева Анна          |
| 45-та (2019) | Мері Кей Плейс     | Діана (фільм, 2018) | Diane                      | Діана                  |

### 2020-ті роки
| Церемонія    | Акторка       | Фільм                | Оригінальна назва     | Роль                    |
| ------------ | ------------- | -------------------- | --------------------- | ----------------------- |
| 46-та (2020) | Кері Малліган | Перспективна дівчина | Promising Young Woman | Кассандра «Кессі» Томас |
| 47-ма (2021) | Пенелопа Крус | Паралельні матері    | Madres paralelas      | Джаніс                  |